# Лутак, Иван Кондратьевич
Иван Кондратьевич Лутак (укр. Іван Кіндратович Лутак; 3 июня 1919, с. Комаровка,  Каневский уезд, Киевская губерния, Украинская Народная Республика — 29 января 2009, Киев, Украина) — советский партийный деятель, первый секретарь Черкасского обкома КП Украины (1976—1988). Герой Социалистического Труда (1986).

## Биография
Родился в крестьянской семье, украинец.
Член ВКП(б) с 1940 года.
В 1942 году окончил Казахский сельскохозяйственный институт. В 1942 году учился в Военной академии химической защиты, в 1947 году окончил Высшую партийную школу при ЦК КП(б) Украины.
В 1942—1945 годах в Советской Армии, участник Великой Отечественной войны, воевал начальником химической службы стрелкового полка в составе 162-й стрелковой дивизии.
- 1945—1946 гг. — заместитель директора Саливонковского сахарного комбината (Киевская область);
- 1946 г. — заместитель председателя исполнительного комитета Бородянского районного Совета (Киевская область);
- 1947—1949 гг. — второй секретарь Кагановичского районного комитета КП(б) Украины (Киевская область);
- 1949—1951 гг. — первый секретарь Христиновского районного комитета КП(б) Украины (Киевская область);
- 1951—1953 гг. — заведующий сельскохозяйственным отделом Киевского областного комитета КП(б)/КП Украины;
- 1953—1954 гг. — первый секретарь Киево-Святошинского районного комитета КП Украины (Киевская область).

В 1954—1961 годах — председатель исполкома Черкасского областного Совета депутатов трудящихся. В 1961—1963 и 1964—1967 годах — первый секретарь Крымского областного, в 1963—1964 годах — первый секретарь Крымского сельского областного комитета КПУ. В 1967—1969 годах — секретарь ЦК КП Украины. В 1969—1976 годах — второй секретарь ЦК КП Украины. В 1976—1988 гг. — первый секретарь Черкасского областного комитета КП Украины. Член Черкасского землячества в Киеве.
Член ЦК КПСС (1964—1976, 1986—1989); кандидат в члены ЦК КПСС (1961—1964). Депутат Совета Союза Верховного СССР 6—11 созывов (1962—1989) от Черкасской области (11 созыв).
Член ЦК КП Украины (1961—1990, кандидат в члены ЦК КП Украины (1956—1961), член Политбюро ЦК КПУ (1967—1976). Член Ревизионной комиссии КП Украины (1954—1956). Избирался депутатом Верховного Совета Украинской ССР.
С сентября 1988 года на пенсии.

## Награды и звания
- Медаль «Серп и Молот» (28.02.1986)
- 5 орденов Ленина (26.02.1958; 22.03.1966; 02.06.1969; 08.12.1973; 28.02.1986)
- орден Октябрьской Революции (25.10.1971)
- орден Отечественной войны I степени (11.03.1985)
- орден Трудового Красного Знамени (22.12.1977)
- орден Красной Звезды (25.06.1944)
- медаль «За боевые заслуги» (23.08.1943)
- медаль «За трудовую доблесть» (25.12.1959)
- другие медали
- орден «За заслуги» II степени (04.02.2004)[1]
- орден «За заслуги» III степени (28.05.1999)[2]
- Почётный гражданин Черкащины (2008)
- Почётный крымчанин (24.05.1999)[3]
- Почётная грамота Президиума Верховной Рады Автономной Республики Крым (29.10.1998)[4]